# María Comnena
María Comnena (en húngaro: Komnéna Mária) (1144-1190) Reina consorte de Hungría desde 1163 hasta 1165, esposa del rey Esteban IV de Hungría, sobrina del emperador bizantino Manuel I Comneno, hija del príncipe Isaac Comneno y su primera esposa, Teodora Camaterina.

## Biografía
Si bien inicialmente fue comprometida en matrimonio con el emperador germánico Federico I Barbarroja en 1153, la boda nunca se llegó a consumar y en 1157 fue entregada como esposa al príncipe húngaro Esteban quien había intentado destronar a su hermano mayor, el rey Geza II de Hungría. Esteban huyó a Constantinopla y pidió la protección del emperador bizantino Manuel I Comneno, quien lideraba varias guerras contra los húngaros desde hacía tiempo. Manuel I deseaba apoderarse de los estratégicos territorios del reino de Hungría, sintiéndose probablemente con derecho sobre ellos, puesto que su madre era santa Piroska de Hungría, hija del fallecido rey san Ladislao I de Hungría. Así, entregándole a María Comneno como esposa y apoyándole con sus ejércitos bizantinos, Manuel I esperaba que Esteban tomase el control del reino húngaro, lo cual finalmente consiguió tras la muerte de Géza II, cuando Ladislao II de Hungría fue coronado rey gracias a la ayuda del emperador bizantino.
Ladislao II fue asesinado a los pocos meses el 14 de enero de 1163 y de inmediato el esposo de María Comnena, Esteban fue coronado como Esteban IV de Hungría, fungiendo como antirrey de su joven sobrino Esteban III de Hungría, hijo del fallecido Géza II. María se volvió entonces reina consorte húngara, pero huyó a Constantinopla al poco tiempo, luego de que Esteban III derrocase a su tío el 19 de junio de 1163. Esteban IV se separó de su esposa María y continuó luchando contra su sobrino hasta que murió el 11 de abril de 1165, consolidándose así el poder en Esteban III, quien pactó con Manuel I Comneno, enviándole a su sobrino el príncipe Béla a Constantinopla.
María murió en Constantinopla cerca de 1190.